# Tollensov reagens
Tollensov reagens je amonijačna otopina srebrovog nitrata i sadrži diaminsrebrov(I) kation.

## Primjena
Diaminsrebrov(I) kation je oksidirajući reagens, koji se reducira do metalnog srebra koji na glatkoj staklenoj površini stvara "srebrno zrcalo". Ova se osobina koristi kao test za aldehide koji se oksidiraju do karboksilnih kiselina. 
Kada se utvrdi da je na organskoj molekuli nazočna karbonilna skupina korištenjem 2,4-dinitrofenilhidrazina (koji je poznat i kao Bradyjev reagens ili 2,4-DNPH), Tollensov reagens može se koristiti da bi se utvrdilo je li dotični spoj aldehid ili keton.
Kada se aldehid ili keton dodaju Tollensovom reagensu, posudu u kojoj se radi test treba staviti u toplu vodenu kupelj. Ako je reaktant koji se testira aldehid, rezultat Tollensovog testa je stvaranje srebrnog zrcala.
Reakcija etanala i Tollensovog reagensa može se prikazati sljedećom jednadžbom:
{\displaystyle \mathrm {CH_{3}CHO+2\ [Ag(NH_{3})_{2}]^{+}+2\ OH^{-}\longrightarrow } } {\displaystyle \mathrm {CH_{3}COOH+2\ Ag+4\ NH_{3}+\ H_{2}O} }

Ako je reaktant keton, do reakcije neće doći, jer se ketoni na ovaj način ne mogu oksidirati. Keton nema slobodan vodikov atom na karbonilnoj skupini, za razliku od aldehida.
Tollensov reagens se koristi kao test za alkine, u tom slučaju formira se žuti talog srebrovog karbida.
Tollensov reagens daje pozitivnu reakciju s mravljom kiselinom.

## Laboratorijska priprema
Reagens treba biti svježe pripremljen i nikada skladišten dulje od nekoliko sati. Nakon izvršenja provjere, dobivenoj smjesi treba dodati razrijeđenu kiselinu prije njenog odlaganja. Ove mjere opreza poduzimaju se kako bi se spriječilo stvaranje izuzetno eksplozivnog srebrovog fulminata, koji se sastoji od srebrovog nitrida ili srebrovog azida. Eksplozivni srebrov nitrid nastaje reakcijom srebrovog oksida s amonijakom.
{\displaystyle \mathrm {3Ag_{2}O+2NH_{3}\longrightarrow } } {\displaystyle \mathrm {2Ag_{3}N+3H_{2}O\ } }